# Prosper Lebastard
Pour les articles homonymes, voir Lebastard.
Prosper Lebastard (né le 14 mars 1865 à Saint-Aubin-d'Aubigné et mort le 20 septembre 1920 à Rennes) était un prêtre catholique, un eudiste et un éducateur français. Il est l'un des pionniers de l'éducation supérieure en Acadie.

## Biographie

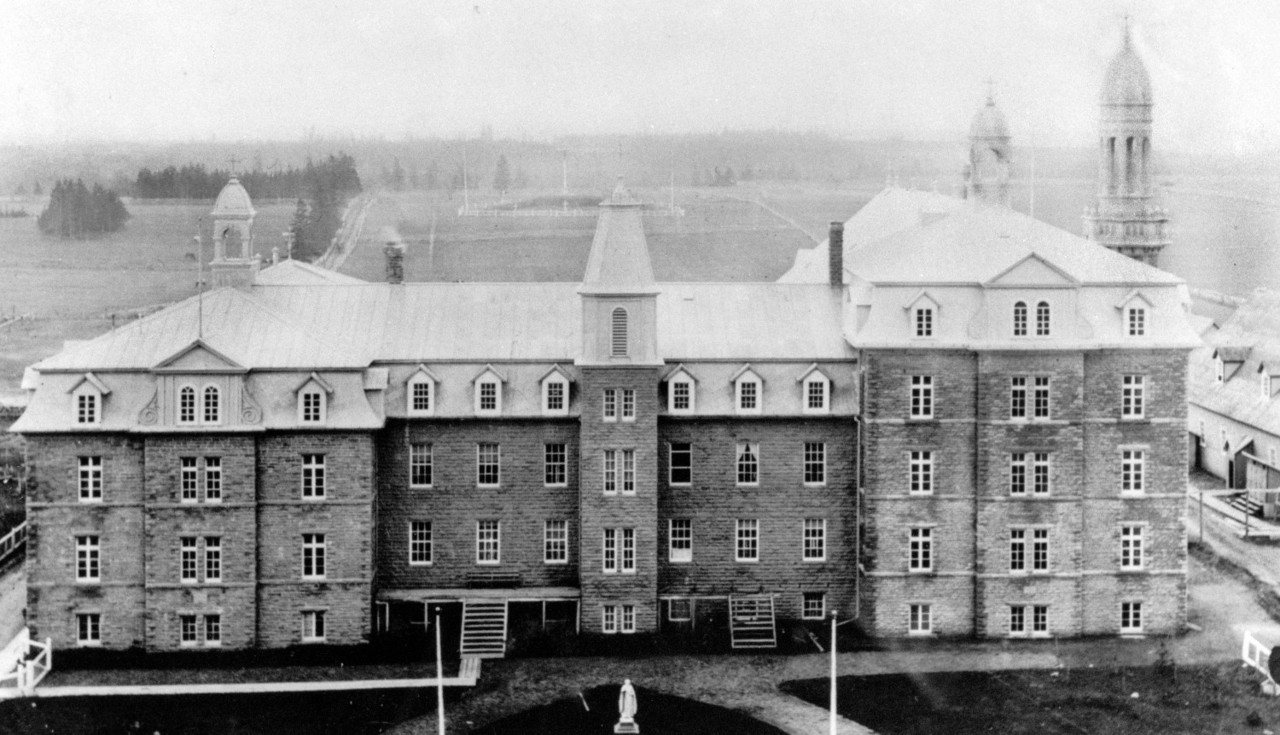
Le Collège Sacré-Cœur.

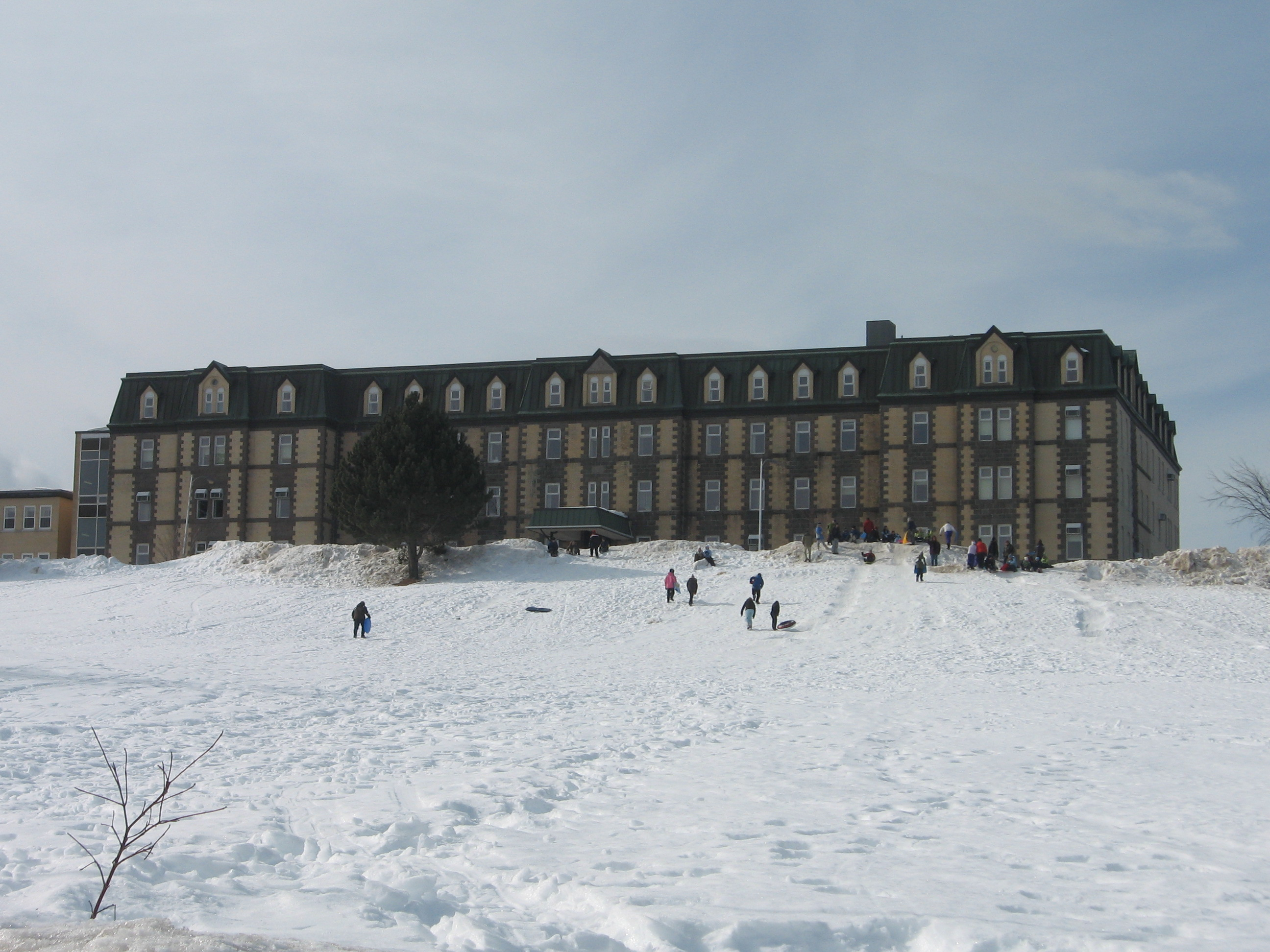
Le CCNB-Bathurst, anciennement le deuxième Collège-Sacré-Cœur, à l'origine destiné à être un noviciat-scholasticat.

Prosper Lebastard naît le 14 mars 1865 à Saint-Aubin-d'Aubigné, en Bretagne (France). Ses parents sont Prosper Lebastard et de Jeanne-Marie Joulaud, cultivateurs; son père meurt alors qu'il a cinq ans.
Il entre à l'âge de douze ans au Collège Saint-Martin, tenu par les Eudistes de Rennes. En 1885, il entre au noviciat de Kerlois, désormais un quartier de Hennebont, et est agrégé quatre ans plus tard à Roche-du-Theil. Il est ordonné prêtre le 23 mai 1891 à Rennes, passe deux ans comme surveillant des grands au petit séminaire de Valognes.
Prosper Lebastard est envoyé en 1893 en Nouvelle-Écosse, au Canada, où il devient professeur de philosophie au Collège Sainte-Anne de Pointe-de-l'Église. Il est ensuite nommé professeur de philosophie au Séminaire Holy Hearth de Halifax en 1895 mais revient au Collège Sainte-Anne deux ans plus tard, en tant que préfet et premier assistant. Il a des relations tendues avec le supérieur Gustave Blanche et l'incendie du collège, survenu dans la nuit du 15 au 16 janvier 1899, ne fait que précipiter sa nomination au poste de supérieur du Collège Sacré-Cœur de Caraquet, au Nouveau-Brunswick.
Au cours de son supériorat, le collège est agrandi à deux reprises, passe de 19 à 130 étudiants et devient un véritable foyer culturel dans la région, contribuant à la cause acadienne. Le collège est d'ailleurs l'hôte de la Ve Convention nationale acadienne en 1905. Le père Lebastard s'implique aussi dans le développement de la région et participe en 1906 à la fondation d'une succursale de la Banque du Peuple, la première institution dans l'Acadie du Nouveau-Brunswick mais qui n'a pas de succès. La Gloucester Navigation Company est fondée l'année suivante et les premières démarches ont lieu au collèges. Les Eudistes aident également le clergé des environs. Ils reçoivent d'ailleurs la charge de la paroisse Saint-Paul de Bas-Caraquet en 1905 et y font construire une grande église.
Prosper Lebastard ne se sent pas à l'aise à Caraquet et désire retourner en France. De plus, ses relations avec le fondateur du collège, le curé Joseph-Théophile Allard, ainsi que l'évêque James Rogers sont tendues, telles que le témoignent ses nombreuses lettres destinées à ses supérieurs en France. Les Acadiens militent alors pour avoir un premier évêque francophone mais les Eudistes sont dans une situation délicate puisqu'ils doivent leur présence en Amérique aux évêques irlandais.
Il retourne finalement en France en juillet 1909 mais est renvoyé à Halifax l'année suivante, où il est nommé provincial des Eudistes d'Amérique du Nord au bout d'un an. Il entreprend la construction du noviciat-scolasticat de Bathurst, au Nouveau-Brunswick, en 1912. L'établissement remplace toutefois le Collège Sacré-Cœur après son incendie, survenu le 30 décembre 1915. Le noviciat-scholasticat est lui-même détruit dans un incendie le 6 mars 1917. Il décide de reconstruire l'édifice mais son mandat termine en 1920 et il retourne en France. Les Eudistes ont alors comme projet de reconstruire le Collège Sacré-Cœur à Bathurst, avec l'appui du clergé local face à l'opposition de la population caraquetoise et les diplômés. C'est finalement dans le noviciat-scholasticat de Bathurst qu'est installé le collège en 1921.
Il est opéré peu après son retour et il meurt d'une crise cardiaque le 20 septembre 1920.